# Fusae Ichikawa
Fusae Ichikawa (japanska: 市川房枝?, Ichikawa Fusae), född 15 maj 1893 i Bisai (nuvarande Ichinomiya), Aichi prefektur, Japan, död 11 februari 1981 i Tokyo, var en japansk feminist, politiker och aktivist för kvinnlig rösträtt. Hennes aktivism lade delvis grunden till införandet av rösträtten för kvinnor i Japan 1945.

## Biografi
Ichikawa växte upp med betoning på utbildning, men också som ett vittne till hur hennes mor misshandlades av hennes far. Hon studerade vid lärarhögskolan för kvinnor i Aichi med sikte på att bli lågstadielärare. Under hennes flytt till Tokyo på 1910-talet kom hon emellertid i kontakt med kvinnorörelsen och efter att ha återvänt till Aichi 1917 blev hon den första kvinnliga reportern vid Nagoyatidningen. År 1920 grundade hon sedan det nya kvinnoförbundet (新婦人協会, Shin-fujin kyokai) tillsammans med den banbrytande japanska feministen Raicho Hiratsuka.

### Rösträttsaktivism
Den nya kvinnoföreningen var den första japanska organisationen som uttryckligen bildats för att förbättra status och välfärd för kvinnor. Organisationen kämpade under Ichikawas ledning för förändringar av japanska lagar som förbjöd kvinnors deltagande i politiken. Eftersom kvinnor hindrades från denna typ av aktiviteter (av samma lag som organisationen försökt göra ogiltig) höll organisationen "föreläsningsmöten" för att ytterligare understryka sin kampanj. Lagen avvecklades slutligen av parlamentet 1922, varefter föreningen upplöstes.
Två år senare reste Ichikawa till USA för att ta kontakt med Alice Paul, ledare för de amerikanska kvinnornas rösträttskampanj. Hon återvände till Japan 1924 för att arbeta för en lokal avdelning av Internationella arbetsorganisationen (ILO) i Tokyo, och grundade då också Japans första organisation för kvinnlig rösträtt, (日本婦人有権者同盟, Nippon fujin yûkensha dômei), som 1930 höll landets första nationella konvent om rösträtt för kvinnor i Japan. Ichikawa arbetade där nära Shigeri Yamataka, som kandiderade för val till överhuset i Japans parlament.
Ockupationsperioden efter andra världskriget såg Ichikawa spela en viktig roll för att säkerställa att kvinnors rösträtt förankrades i Japans efterkrigskonstitution. Hennes egna ansträngningar, tillsammans med kraven i Potsdamdeklarationen, resulterade i fullständig rösträtt för kvinnor i november 1945.
Som outtröttlig förkämpe för kvinnofrågor kom hon att organisera och delta i kvinnokonferenser i Japan och internationellt, och blev 1980 den ledande rösten till att uppmana den japanska regeringen att ratificera konventionen om avskaffande av all slags diskriminering av kvinnor.

## Politisk karriär
Efter andra världskriget blev Ichikawa först utesluten från politiska och offentliga organ av ockupationsmakten. Hon återvände dock till politiken efter ockupationens slut och valdes till parlamentet 1953 som representant för Tokyo. Hon fortsatte att fokusera på frågor som är viktiga för kvinnor, liksom valreformer. Hon omvaldes två gånger, men misslyckades i sitt nästa omval och lämnade mandatet 1971.
År 1974 ombads dock den då 81-åriga Ichikawa att ställa upp igen, och valdes till en fjärde period i parlamentet. Hon omvaldes åter till Japans överhus 1980, med det högsta antalet röster från den nationella valkretsen.

## Utmärkelser
Ichikawa tilldelades 1974 Ramon Magsaysay Award för sitt ledarskap i insatserna för att stödja social jämlikhet.
Nedslagskratern Ichikawa på planeten Venus är uppkallad efter henne.